# La Mise en scène
La Mise en scène est un roman de Claude Ollier publié en 1958 aux éditions de Minuit et ayant reçu la même année le premier prix Médicis de l'histoire. Il s’agit du premier roman d’une fresque en huit volumes intitulée Le Jeu d’enfants.

## Résumé
Dans l'Atlas marocain — vers la fin de la période durant laquelle le Maroc est sous le régime des protectorats français et espagnols — un ingénieur du nom de Lassalle a été envoyé de France afin de planifier la réalisation d’une route au travers des montagnes. Bientôt, il découvre qu'un autre ingénieur, Lessing, l’a précédé pour un chantier semblable qui n'a jamais été achevé, et que ce Lessing, ainsi que d'autres ingénieurs auparavant, ont peut-être été assassinés. Lassalle sent le malaise croître en lui, même s'il tente de n'en rien montrer. Il s'interroge tant sur la véracité des explications données que sur l'honnêteté de son interprète Ba Iken. De nombreuses questions sont soulevées sur la série de coïncidences pouvant relever d'un sinistre complot et d'une mise en scène destinée à les maintenir dans l’ignorance, lui et les autorités françaises.

## Analyse
Les incertitudes soulevées dans le roman incitent le lecteur à choisir, d’après les indices que lui donne le narrateur, laquelle des options proposées – toutes également vraisemblables – est celle qui reflète la réalité. Or la fin du roman n’apporte aucune solution « évidente ». À quoi il faut ajouter que Ba Iken, l’interprète de Lassalle, est un « traître » : par conséquent, « l’authenticité de sa traduction doit être remise en question ». L’ambiguïté  fondamentale de ce récit (et son absence de résolution au sens narratologique) l’inscrivent dans le mouvement du Nouveau roman[réf. nécessaire]. 

## Éditions
- Les Éditions de Minuit, 1958.
- Garnier Flammarion, 1993.